# Peltodoris
Peltodoris là một chi sên biển, nhóm con sên biển mang trần thuộc nhánh Doridacea, là động vật thân mềm chân bụng không vỏ sống ở biển trong họ Discodorididae.
Chi này khác với Discodoris do thiếu vỏ giáp môi.

## Các loài
Các loài trong chi Peltodoris gồm có:
- Peltodoris atromaculata Bergh, 1880
- Peltodoris fellowsi Kay & Young, 1969
- Peltodoris lancei Millen & Bertsch, 2000
- Peltodoris marmorata Bergh, 1898
- Peltodoris mullineri Millen & Bertsch, 2000
- Peltodoris nobilis MacFarland, 1905
- Peltodoris rubra Bergh, 1905

## Hình ảnh

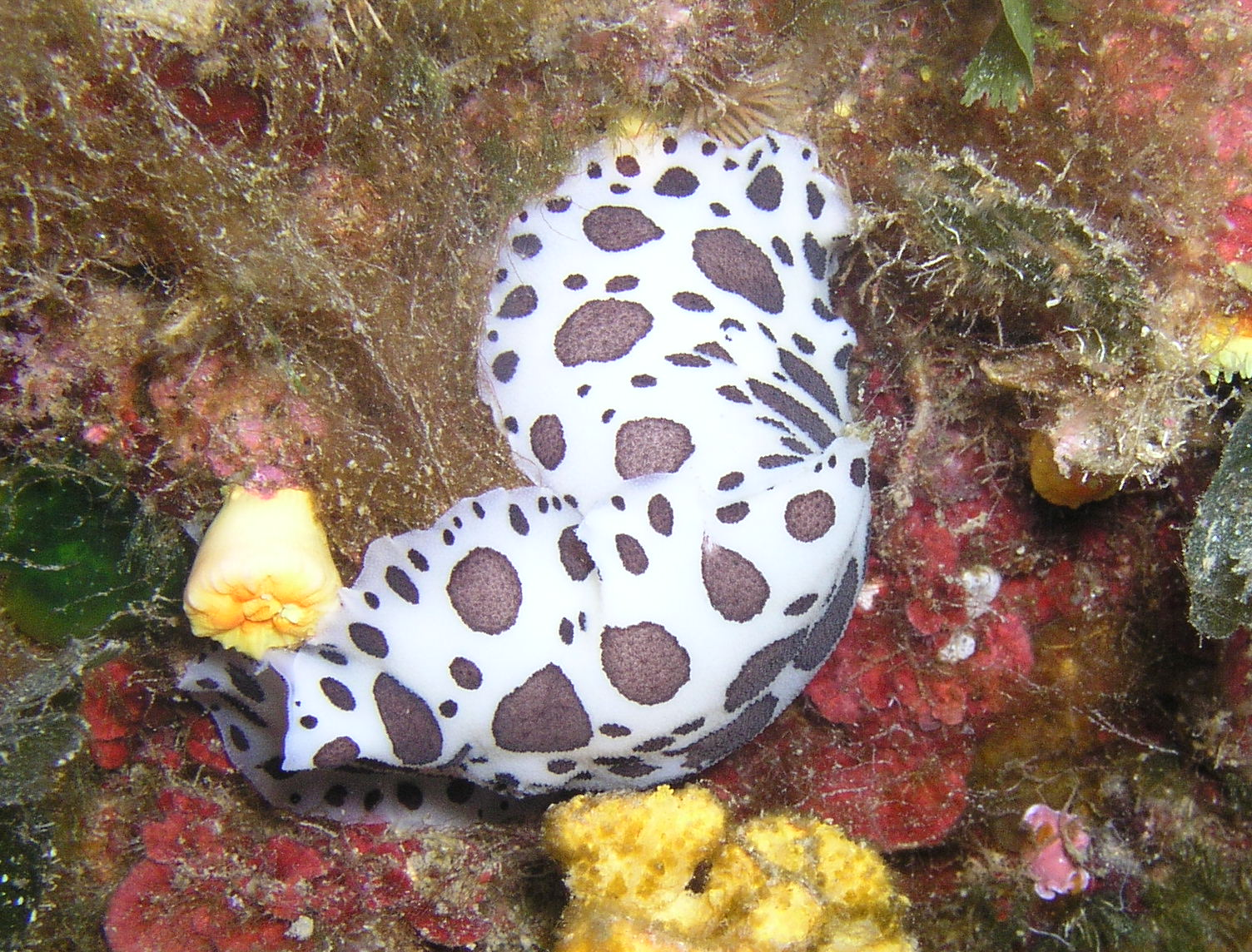
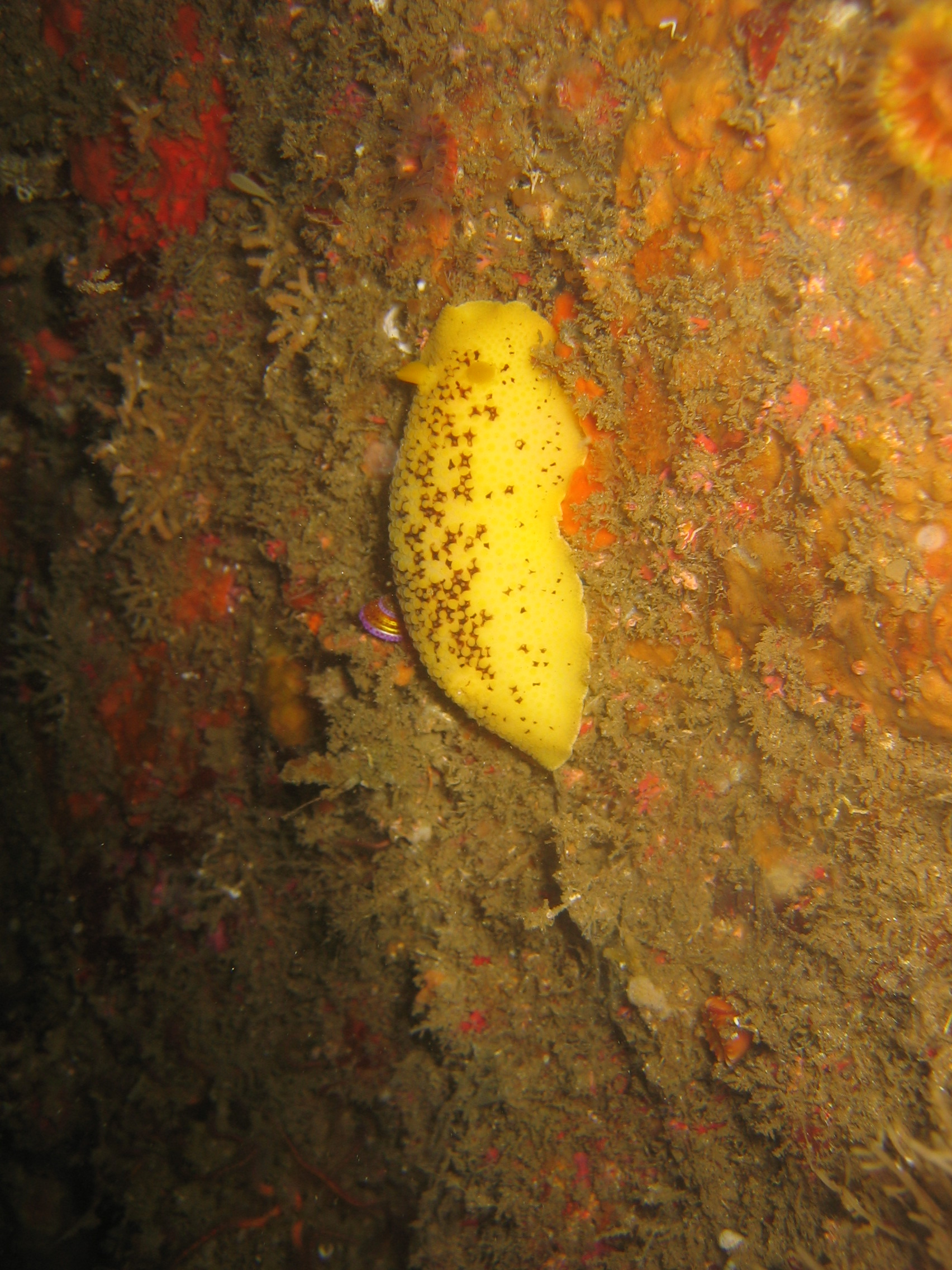